# Karl Maksimovič
Karl Ivanovič Maksimovič, meglio noto come Carl Johann Maximovich (in russo Карл Иванович Максимович?, angl. Karl Ivanovich Maximovich; Tula, 23 novembre 1827 – San Pietroburgo, 16 febbraio 1891), è stato un botanico russo.
Passò gran parte della sua vita a studiare la flora dei paesi dell'estremo Oriente da lui visitati, scoprendo diverse specie che portano il suo nome. Operò al Giardino botanico di San Pietroburgo, come curatore dell'erbario, dal 1852, divenendone poi il direttore nel 1869.

## Biografia
Nato nella Germania baltica, il suo nome era Karl Ivanovich Maksimovich, ma lo cambiò poi in tedesco nei suoi lavori scientifici. Si laureò, in quella che è oggi l'Università di Tartu in Estonia, nel 1850 allievo di Alexander G. von Bunge.
Dal 1853 al 1857 viaggiò intorno al mondo. Iniziò il suo viaggio, con Leopold von Schrenck, verso l'Amur, regione nell'Asia orientale. Dal 1859 al 1864 visitò Cina, Corea e Giappone. Giunse nel paese del Sol levante nel tardo 1860, fermandosi ad Hakodate. Viaggiò poi in maniera estesa nel sud del Giappone per gran parte del 1862, visitando la regione di Yokohama e Fuji, per terminare il suo viaggio a fine anno a Nagasaki. Esplorò anche gran parte del Kyūshū.
Studiò molto la flora del Giappone, seguendo le orme di Carl Peter Thunberg e Philipp Franz von Siebold. Il suo assistente in Giappone fu Sukawa Chonosuke, il cui nome venne dato da Maximovich al fiore Trillium tschonoskii.
Studiò anche la flora del Tibet, giungendo alla conclusione che era stata principalmente importata da immigrati provenienti da Mongolia e Himalaya.
Su commissione dall'Accademia russa delle scienze, acquistò dalla vedova di von Siebold la serie di otto volumi della famosa collezione di illustrazioni botaniche realizzate da diversi artisti giapponesi.

## Riconoscimenti
Nel 1859 l'Accademia russa delle scienze gli assegnò il Premio Demidoff.

### Piante nominate in suo onore
- Acer maximowiczianum: Nikko maple, China & Japan
- Atriplex maximowicziana: Maximovich's Saltbush
- Betula maximowicziana: Monarch Birch, Japan
- Crataegus maximowiczii Schneid.
- Kalopanax pictus var maximowiczii: China, Manchuria, Korea, Japan 1865
- Lilium leichtlinii Hooker f. var. maximowiczii (Regel) Baker: (nominata anche al botanico tedesco Max Leichtlin)
- Picea maximowiczii: Maximovich Spruce, Japan
- Populus maximowiczii: Maximovich' Poplar
- Maximovich's Vole (Microtus maximowiczii)

## Piante descritte e denominate da Maksimovič
Maximovich descrisse e diede il nome a 2300 piante in precedenza sconosciute alla scienza tra le quali:
- Genus Circaeaster Maxim. – famiglia Circaeasteraceae
- Acer argutum Maxim.
- Acer barbinerve Maxim.
- Acer capillipes Maxim.
- Acer miyabei Maxim.
- Acer mono Maxim.
- Acer nikoense Maxim.
- Acer tschonoskii Maxim.
- Berberis thunbergii Maxim.
- Buddleja alternifolia Maxim.
- Calanthe reflexa Maxim.
- Goodyera macrantha Maxim.
- Juglans mandshurica Maxim.
- Liparis japonica Maxim.
- Pedicularis artselaeri Maxim. – famiglia Scrophulariaceae
- Platanthera hologlottis Maxim.
- Rhododendron schlippenbachii Maxim.
- Rubus phoenicolasius Maxim.
- Trichosanthes kirilowii Maxim.
- Trillium tschonoskii Maxim. - Giappone, Corea, Cina nord-orientale ed estremo oriente della Russia
- Tulotis ussuriensis (Maxim.) Hara
- Yoania japonica Maxim.

## Opere (selezione)
- Rhamneae orientali-asiaticae (1866)
- Rhododendrae Asia Orientalis (1870)
- Monograph on genus Lespedeza (1873)
- Enumeratio plantarum hucusque in Mongolia : nec non adjacente parte Turkestaniae Sinensis lectarum (1889)
- Flora Tangutica : sive enumeratio plantarum regionis Tangut (AMDO) provinciae Kansu, nec non Tibetiae praesertim orientaliborealis atque tsaidam: ex collectionibus N.M. Przewalski atque G.N. Potanin (1889)
- Diagnoses plantarum novarum asiaticarum. VI
- Primitae Florae Amurensis (Flora della regione dell'Amur) in Bulletin de L'Académie Impériale des Sciences de St. Petersbourg (1859).